# Produce 101 Japan (mùa 1)
Produce 101 Nhật Bản là một chương trình truyền hình thực tế sống còn tại Nhật Bản dự kiến sẽ được phát sóng vào nửa cuối năm 2019. Trong số 101 thực tập sinh tham gia, 11 người sẽ được lựa chọn bởi các nhà sản xuất quốc dân để ra mắt với tư cách nhóm nhạc nam hoạt động trên toàn cầu, không chỉ ở châu Á.

## Tiểu sử
2019
- 11 tháng 4: Một cuộc họp báo được tổ chức và đại diện của nhà sản xuất quốc dân được thông báo rằng là một bộ đôi hài kịch Nhật Bản, Ninty-Nine.[2]
- 11 tháng 4 đến 31 tháng 5: Vòng tuyển chọn đầu tiên tìm ra 101 thí sinh với điều kiện từ 16 đến 30 tuổi, là người Nhật Bản có giới tính nam và không trực thuộc bất kỳ một công ty giải trí nào [1]
- 13-15 tháng 7: Bài kiểm tra tiếp theo dành cho 6000 thí sinh tham gia

- 3 tháng 9: Ra mắt MV cho bài hát chủ đề Tsukame ~It's Coming~, đồng thời là lời chào đầu tiên của 101 thực tập sinh. Do trước khi phát sóng đã có 2 thí sinh rời khỏi chương trình nên đội hình hiện tại còn 99 thực tập sinh.

Chương trình được phát sóng trên đài truyền hình TBS và GyAO, một nền tảng giải trí của Yahoo Japan với tổng cộng 12 tập. TBS sẽ chỉ phát sóng tập đầu tiên và phát trực tiếp tập cuối đêm chung kết và GyAO sẽ phát sóng các tập còn lại
- 25 tháng 9: Tập đầu tiên lên sóng vào lúc O:O1 (JST GMT+8) trên TBS. 99 thực tập sinh ngồi vào vị trí ghế ngồi và bắt đầu bài thi phân lớp cấp độ A, B, C, D, E, F. So với bản Hàn hầu như không có gì khác biệt về hình thức, tuy nhiên điều mà người xem cảm thấy rất hài hước đó là cảm xúc bất ngờ và luôn nói Eeeee khi các thực tập sinh nhận được lớp cũng như không có những đoạn chỉnh sửa cắt ghép để làm mất mặt thí sinh cũng như không giới hạn thời lượng lên hình của các thí sinh như Mnet trái ngược hoàn toàn bầu không khí im lặng nghiêm túc của bản Hàn.
- 11 tháng 12: Vòng chung kết của Produce 101 Nhật Bản được lên sóng trên TBS lúc 7:00 (GMT +8) đã chọn ra 11 thực tập sinh xuất sắc nhất để ra mắt với tên gọi JO1.

## Xếp hạng
| Hạng | Tập 1             | Tập 2                | Tập 3              | Tập 5              | Tập 6               | Tập 8              | Tập 9              | Tập 11*             | Chung Kết           |
| ---- | ----------------- | -------------------- | ------------------ | ------------------ | ------------------- | ------------------ | ------------------ | ------------------- | ------------------- |
| 1    | Kawashiri Ren     | Mamehara Issei ↑2    | Mamehara Issei =   | Kawashiri Ren ↑1   | Kawanishi Takumi ↑1 | Kawanishi Takumi = | Mamehara Issei ↑2  | Kawashiri Ren ↑1    | Mamehara Issei ↑1   |
| 2    | Kawanishi Takumi  | Kawashiri Ren ↓1     | Kawashiri Ren =    | Mamehara Issei ↓1  | Kawashiri Ren ↓1    | Kawashiri Ren =    | Kawashiri Ren =    | Mamehara Issei ↓1   | Kawashiri Ren ↓1    |
| 3    | Mamehara Issei    | Kawanishi Takumi ↓1  | Kawanishi Takumi = | Kawanishi Takumi = | Tsurubo Shion ↑2    | Tsurubo Shion =    | Tsurubo Shion =    | Tsurubo Shion =     | Kawanishi Takumi ↑3 |
| 4    | Ando Tomoaki      | Ando Tomoaki =       | Kim Heecheon ↑2    | Kim Heecheon =     | Mamehara Issei ↓2   | Mamehara Issei ↑1  | Shiroiwa Ruki ↑9   | Shiroiwa Ruki =     | Ohira Shosei ↑7     |
| 5    | Imanishi Masahiko | Tsurubo Shion ↑2     | Tsurubo Shion =    | Tsurubo Shion =    | Kim Youndong ↑1     | Kim Heecheon =     | Uehara Jun ↑7      | Jeong Younghoon ↑1  | Tsurubo Shion ↓2    |
| 6    | Uehara Jun        | Kim Heecheon ↑4      | Kim Youndong ↑7    | Kim Youndong =     | Kim Heecheon ↓2     | Kim Youndong ↓1    | Jeong Younghoon ↑1 | Kawanishi Takumi ↑6 | Shiroiwa Ruki ↓2    |
| 7    | Tsurubo Shion     | Uehara Jun ↓1        | Ando Tomoaki ↓3    | Ohira Shosei ↑1    | Jeong Younghoon ↑1  | Jeong Younghoon =  | Ando Tomoaki ↑3    | Ando Tomoaki =      | Sato Keigo ↑8       |
| 8    | Lee Minhyuk       | Imanishi Masahiko ↓3 | Ohira Shosei ↑1    | Jeong Younghoon ↑1 | Osawa Shunya ↑1     | Osawa Shunya =     | Yonashiro Sho ↑9   | Uehara Jun ↓3       | Kimata Syoya ↑2     |
| 9    | Jeong Younghoon   | Ohira Shosei ↑6      | Jeong Younghoon ↑2 | Osawa Shunya ↑2    | Ohira Shosei ↓2     | Kono Junki ↑1      | Kimata Syoya ↑5    | Kim Youndong ↑1     | Kono Junki ↑4       |
| 10   | Kim Heecheon      | Lee Minhyuk ↓2       | Miyajima Yugo ↑5   | Miyajima Yugo =    | Kono Junki ↑5       | Ando Tomoaki ↑1    | Kim Youndong ↓4    | Kimata Syoya ↓1     | Kinjo Sukai ↑6      |
| 11   | Osawa Shunya      | Jeong Younghoon ↓2   | Osawa Shunya ↑1    | Ando Tomoaki ↓4    | Ando Tomoaki        | Ohira Shosei ↓2    | Kono Junki ↓2      | Ohira Shosei ↑2     | Yonashiro Sho ↑1    |

## Sự cố
Trước khi ghi hình vòng xếp lớp, có 2 thực tập sinh đã tự rời khỏi chương trình là Sato Kazuto và Katayama Yuki.
Thực tập sinh Hata Kenya cũng vì lý do cá nhân mà rời khỏi chương trình trước khi tập 1 lên sóng. Song vòng xếp lớp đã quay nên mọi người vẫn thấy sự xuất hiện của thực tập sinh này trong tập 1.
Sau đó, 3 thực tập sinh Hàn Quốc trong team Hello Again là Kim Heecheon, Kim Youndong và Jeong Younghoon cũng lần lượt rời khỏi chương trình trước và sau vòng loại thứ 3. Vì vậy top 11 trong tập 11 có thêm 2 thực tập sinh là Kono Junki và Yonashiro Sho.
Vì Kim Youndong và Jeong Younghoon rời chương trình sau khi phân chia xong line up để diễn trong đêm chung kết nên 2 thực tập sinh 21 và 22 là Miyajima Yugo và Sato Raira đã được quay trở lại chương trình.

## Kết quả
Vòng bình chọn online cuối diễn ra từ 11:00 PM ngày 5 tháng 12 đến 5:00 AM ngày 11 tháng 12. Buổi bình chọn cuối cùng diễn ra vào 7:00 PM ngày 11:12, phát sóng trực tiếp lượt bình chọn online. Tổng số lượt bình chọn là 3,242,751 lượt. Một nhóm nhạc nam mới gồm được thành lập có tên là JO1.